# Jazouliyya
Jazouliyya is een Marokkaanse tariqa, die werd opgericht door Mohammed al-Jazouli die in de 15e/16e eeuw leefde. Zijn leermeester was Mohammed Amghar. Al-Jazouli is begraven in Marrakesh.

## De orde
De Jazouliyya is een vernieuwende aftakking van de Shadiliyya.

## Zaouïa
- Marrakesh